# Комсомольский билет
Комсомольский билет — является документом, удостоверяющим членство в Комсомольской организации. Выдаётся после приема в ряды этой организации (который в ВЛКСМ проходил в форме экзамена) и помимо удостоверения носит функцию документа, где производился учёт обязательных (в ВЛКСМ) членских взносов. Документ имеет серийный номер и выполнен на бумаге с водяными знаками.

## Комсомольский билет ССМЧ

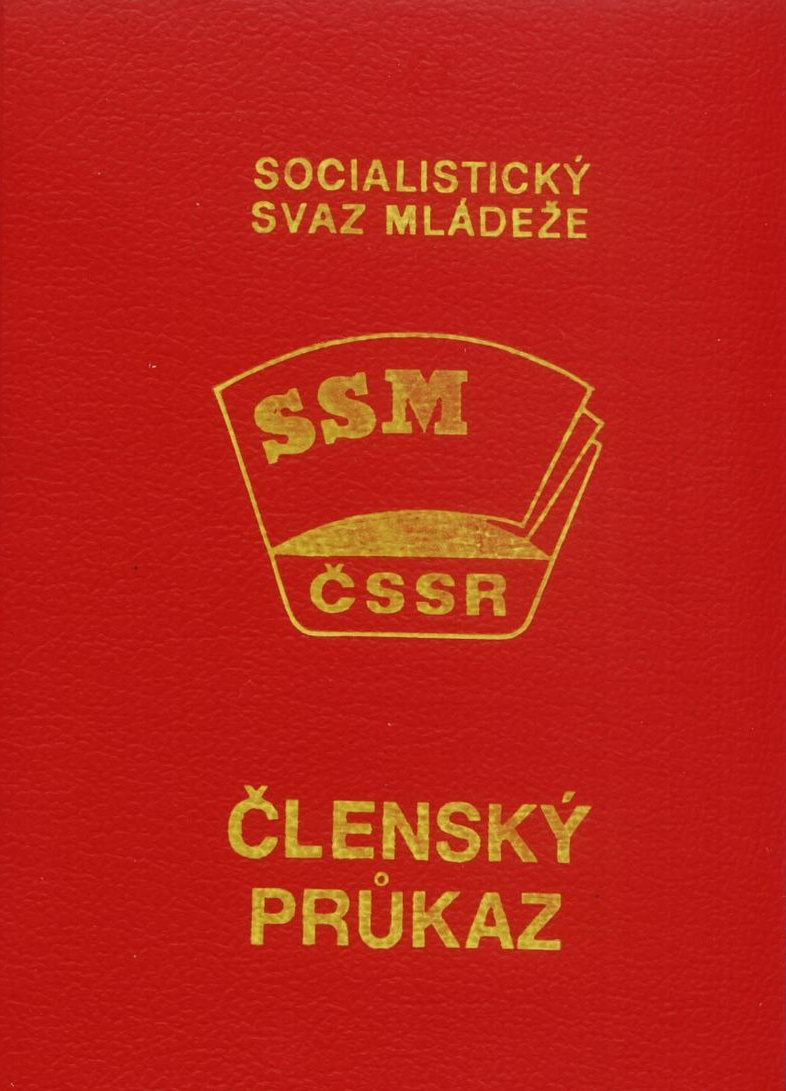
Комсомольский билет Социалистического союза молодёжи Чехословакии (ССМЧ) в Чехословацкой Социалистической Республике

## Комсомольский билет СКМР

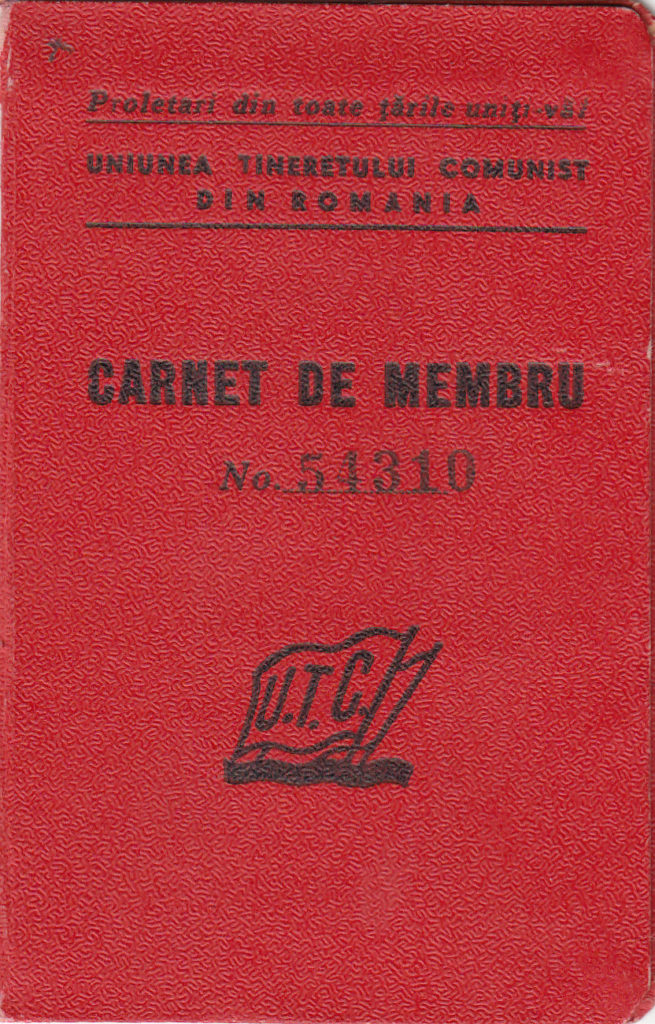
Комсомольский билет Союза коммунистической молодёжи Румынии (СКМР) в Социалистической Республике Румыния

## Комсомольский билет ССПМ

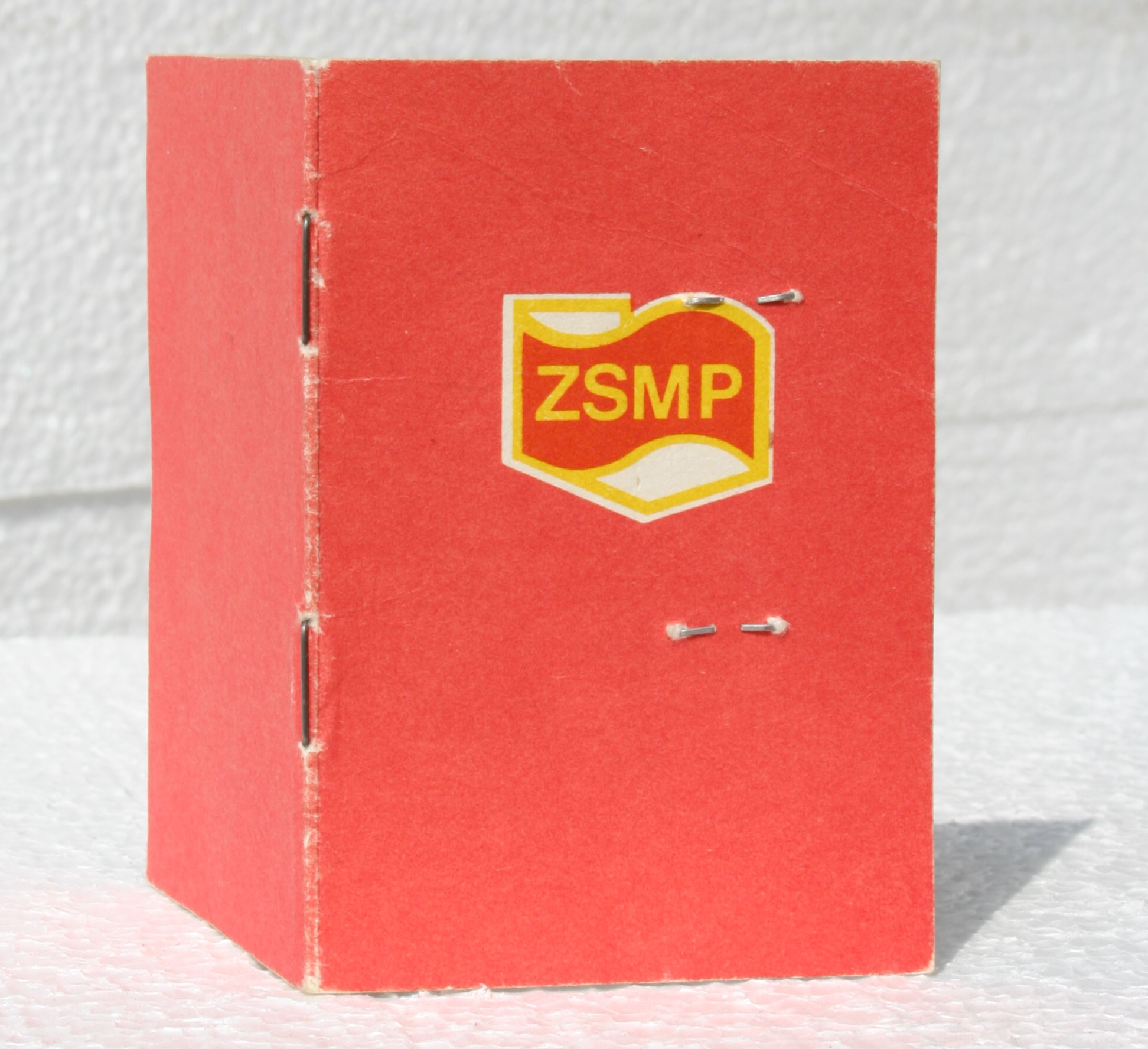
Комсомольский билет Союза социалистической польской молодёжи (ССПМ) в Польской Народной Республике

## Комсомольский билет ССНМ

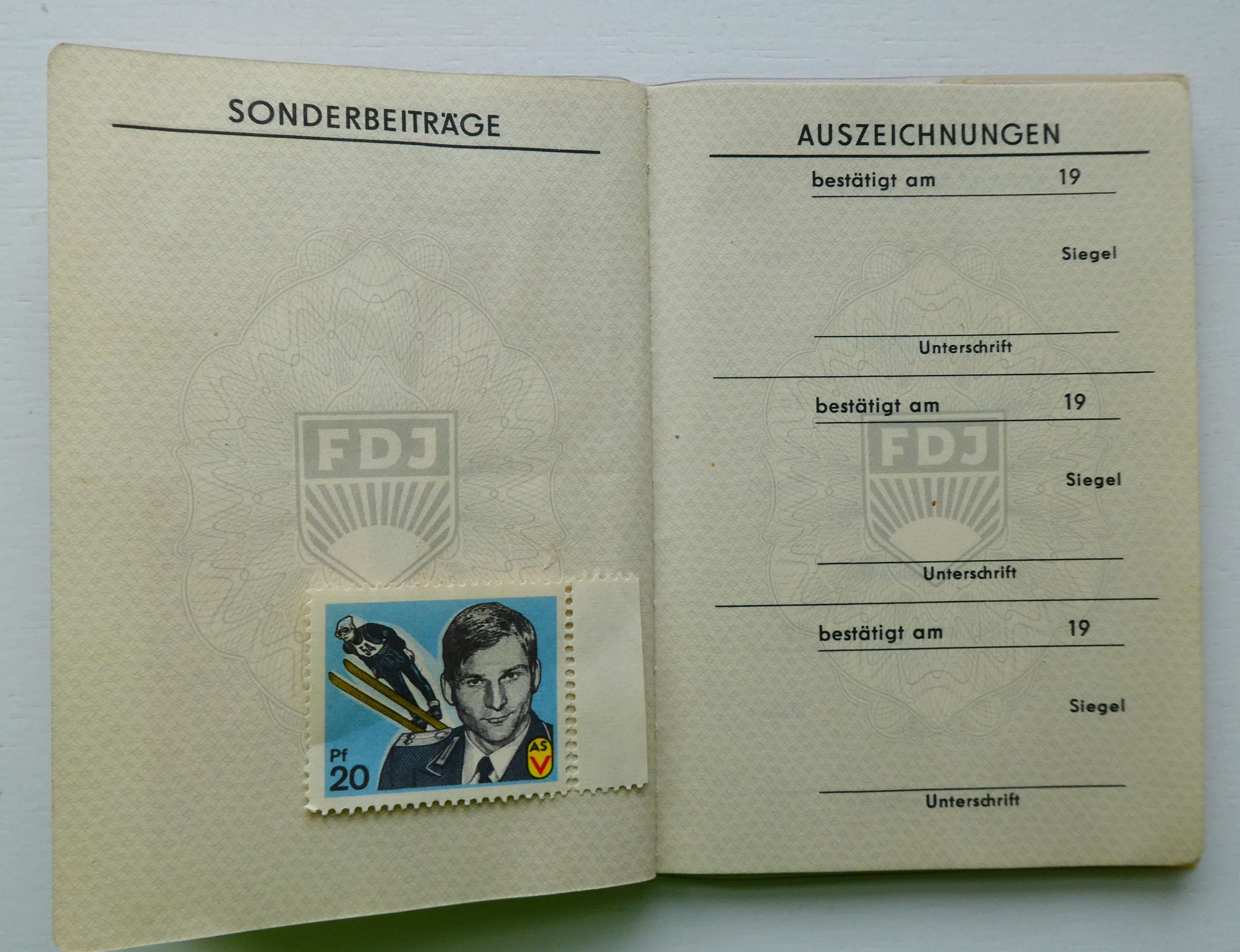
Комсомольский билет  Союза свободной немецкой молодёжи (ССНМ) в Германской Демократической Республике

## Тема комсомольского билета в творчестве

### Великая Отечественная война
Фрагмент из стихотворения Сергея Михалкова 1943 г. «Комсомольский билет»:

Малому было четырнадцать лет. 

 Малый вступил в комсомол. 

 Дали ему комсомольский билет, 

 Взял он его и пошел...